# Учитель (фильм)
«Учитель» — советский художественный фильм, поставленный Сергеем Герасимовым по собственному сценарию в 1939 году. С этой картины начинается период «авторской режиссуры» в кинобиографии Сергея Аполлинариевича.
Премьера состоялась 10 декабря 1939 года.
Лента дважды — в 1963 и 1981 годах — реставрировалась на киностудии имени Горького.
В 1941 году за работу над фильмом «Учитель» режиссёр Сергей Герасимов и исполнительница главной женской роли Тамара Макарова были удостоены Сталинской премии II степени.

## Содержание
Молодой специалист Степан Иванович Лаутин (Борис Чирков) после завершения учёбы в Москве возвращается в родное село с намерением построить в нём новую школу. Это известие воодушевляет всех, кроме Лаутина-старшего, являющегося председателем колхоза. Отец (Павел Волков) убеждён, что сын не сумел достойно зарекомендовать себя в столице, потому вернулся домой «не солоно хлебавши».
Сюжетная линия, связанная с конфликтом поколений, развивается параллельно с лирической темой фильма. Приезд учителя вызывает смятение в душе молодой соседки Аграфены Шумилиной (Тамара Макарова). Зная о том, что Степан постоянно отправляет кому-то письма, она предполагает, что в большом городе у него есть сердечная подруга. Чтобы соответствовать уровню Лаутина, Груня уезжает учиться.

## Информация о фильме
Доктор искусствоведения Семён Фрейлих в книге «Беседы о советском кино» писал, что при пересмотре фильмов «Учитель» и «Молодая гвардия» он заметил интонационное сходство между героинями Тамары Макаровой и Нонны Мордюковой. Киновед объяснил это тем, что Сергей Аполлинариевич, работая с актёрами, разбирал роли настолько конкретно, что «герасимовская пластика неизбежно прорастает в экранном образе».
По словам самого режиссёра, в фильме «Учитель» он пытался воспроизвести атмосферу уральской деревни, знакомой ему с детства. Поэтому Сергей Герасимов сохранил в картине уральский акцент, одежду, убранство и «обязательные сундуки с накидкой».

## Роли исполняли
| Актёр                 | Роль                                           |
| --------------------- | ---------------------------------------------- |
| Борис Чирков          | Степан Иванович Лаутин, учитель                |
| Тамара Макарова       | Аграфена Шумилина, жительница села             |
| Павел Волков          | Иван Фёдорович Лаутин, председатель колхоза    |
| Вера Померанцева      | Прасковья Васильевна Лаутина, мать Степана     |
| Людмила Шабалина      | Мария Ивановна Лаутина, сестра Степана         |
| Валентина Телегина    | Степанида Ивановна Лаутина                     |
| Михаил Екатерининский | Александр Сергеевич Ремизов, секретарь райкома |
| С. Шинкевич           | секретарь комсомольской ячейки                 |
| В. Замятин            | Пётр Сорокин                                   |
| Николай Сунозов       | Константин Худяков, комбриг                    |
| Иван Назаров          | Семён Дмитриевич, дед                          |
| Александра Матвеева   | Настя Фалалеева                                |
| О. Кровацкий          | баянист                                        |

## Съёмочная группа
- Сергей Герасимов — режиссёр
- Сергей Герасимов — автор сценария
- Владимир Яковлев — оператор
- Венедикт Пушков — композитор
- Евгений Нестеров — звукооператор
- А. Завьялов — второй оператор
- Э. Галь, Г. Саркисов — ассистенты режиссёра
- Василий Семёнов — художник
- Е. Радионова — монтаж
- М. Фрейдин — директор картины
- Е. Кирпичев — Ассистент оператора
- П. Горохов — Ассистент художника